# Living Things (album)
Pour les articles homonymes, voir Living Things.
Albums de Linkin Park
A Thousand Suns
(2010) The Hunting Party
(2014)
Singles
1. Burn It Down
Sortie : 16 avril 2012
2. Lost in the Echo
Sortie : 23 juillet 2012
3. Castle of Glass
Sortie : 1er février 2013

Living Things est le cinquième album studio du groupe de rock américain Linkin Park.  Il a été publié sous les labels Warner Bros. Records et Machine Shop Recordings, et est sorti le 20 juin 2012 au Japon et tout au long de la semaine suivante dans les autres parties du monde. La production a été assurée par le chanteur Mike Shinoda et le producteur Rick Rubin, qui avait également coproduit les deux précédents albums studio du groupe, Minutes to Midnight et A Thousand Suns.
Le groupe a déclaré que Living Things combinait des éléments de leurs quatre précédents albums, afin de créer une nouvelle sonorité. Ils ont affirmé qu'ils se sentaient désormais en « terrain familier » et « bien dans leur peau » après plusieurs années d’expérimentation qui débouchèrent sur leurs deux albums précédents Minutes to Midnight et A Thousand Suns. Living Things (« Choses vivantes » en français) a été choisi comme titre de l’album à cause des nombreux thèmes personnels qui teintent l’album.
Le single de promotion de l’album, Burn It Down, a été joué sur les radios et mis en vente en ligne le 16 avril 2012. Living Things a pris la tête du Billboard 200 aux États-Unis avec 223 000 exemplaires vendus, leur offrant leur cinquième première place consécutive  dans le pays, après Meteora, Collision Course, Minutes to Midnight et A Thousand Suns. Il en est de même au Royaume-Uni et dans d’autres pays. En France, l’album est arrivé deuxième, juste derrière Caméléon de Shy'm. L'album atteint les 90 000 exemplaires dans l'hexagone.

## Liste des pistes
Toutes les chansons sont écrites et composées par Linkin Park.
| No  | Titre             | Durée |
| --- | ----------------- | ----- |
| 1.  | Lost in the Echo  | 3:25  |
| 2.  | In My Remains     | 3:20  |
| 3.  | Burn It Down      | 3:50  |
| 4.  | Lies Greed Misery | 2:27  |
| 5.  | I'll Be Gone      | 3:31  |
| 6.  | Castle of Glass   | 3:25  |
| 7.  | Victimized        | 1:46  |
| 8.  | Roads Untraveled  | 3:49  |
| 9.  | Skin to Bone      | 2:48  |
| 10. | Until It Breaks   | 3:43  |
| 11. | Tinfoil           | 1:11  |
| 12. | Powerless         | 3:44  |

## Classements hebdomadaires
| Classement (2012)                         | Meilleure place |
| ----------------------------------------- | --------------- |
| Allemagne (Media Control AG)              | 1               |
| Australie (ARIA)                          | 2               |
| Autriche (Ö3 Austria Top 40)              | 1               |
| Belgique (Flandre Ultratop)               | 4               |
| Belgique (Wallonie Ultratop)              | 2               |
| Canada (Canadian Albums Chart)            | 1               |
| Danemark (Tracklisten)                    | 2               |
| Écosse (OCC)                              | 2               |
| Espagne (Promusicae)                      | 2               |
| États-Unis (Billboard 200)                | 1               |
| États-Unis (Billboard Alternative Albums) | 1               |
| États-Unis (Billboard Hard Rock Albums)   | 1               |
| États-Unis (Billboard Top Rock Albums)    | 1               |
| Finlande (Suomen virallinen lista)        | 1               |
| France (SNEP)                             | 2               |
| Irlande (IRMA)                            | 2               |
| Italie (FIMI)                             | 1               |
| Norvège (VG-lista)                        | 3               |
| Nouvelle-Zélande (RIANZ)                  | 1               |
| Pays-Bas (Mega Album Top 100)             | 1               |
| Portugal (AFP)                            | 1               |
| Royaume-Uni (UK Albums Chart)             | 1               |
| Royaume-Uni (Rock & Metal Albums)         | 1               |
| Suède (Sverigetopplistan)                 | 6               |
| Suisse (Schweizer Hitparade)              | 1               |

## Certifications
| Pays                    | Certification |
| ----------------------- | ------------- |
| Allemagne (BVMI)        | 2 × Platine   |
| Australie (ARIA)        | Or            |
| Autriche (IFPI)         | Platine       |
| Danemark (IFPI)         | Or            |
| États-Unis (RIAA)       | Platine       |
| France (SNEP)           | Platine       |
| Italie (FIMI)           | Platine       |
| Nouvelle-Zélande (RMNZ) | Or            |
| Pologne (ZPAV)          | Or            |
| Royaume-Uni (BPI)       | Or            |
| Suisse (IFPI)           | Platine       |